# Televisione in Macedonia del Nord
La televisione in Macedonia del Nord è stata introdotta nel 1964.

## Digitale terrestre
La televisione digitale terrestre è stata introdotta per la prima volta a Skopje nel novembre 2009. Inoltre venne lanciata anche una piattaforma televisiva chiamata Boom TV. I programmi in SD vengono trasmessi con lo standard MPEG-2, mentre quelli in HD MPEG-4. Sul digitale terrestre sono visibili quaranta canali. Il digitale terrestre copre il 95% della popolazione macedone.

## Televisione via cavo
La televisione via cavo è molto sviluppata. Infatti nella capitale Skopje viene usata dal 67% della popolazione. Le compagnie che la offrono sono 49, e quelli che hanno il maggior numero di abbonati sono Blizoo e Telekabel.

## Televisioni pubbliche nazionali
- MRTV
- MTV 1
- MTV 1 HD
- MTV 2
- MTV 3
- MKTV Sat

## Televisioni private nazionali
- A1 TV
- A2 TV
- Sitel TV
- Sitel 3
- Kanal 5
- Kanal 5 HD
- Kanal 5 Plus
- Alfa TV
- Telma TV
- NASA TV
- Alsat M
- AB Kanal
- Pink 15
- TV Sonce

## Televisioni ricevibili via satellite
- MKTV Sat
- A2
- Sitel
- Sitel 3
- Kanal 5
- Kanal 5 Plus
- Alfa TV
- AB Kanal
- Best of Macedonia TV
- Naša TV
- Pink 15
- K-15 Music
- TV Sonce
- Play TV
- Era TV